# 野獣は、死なず
『野獣は、死なず』（やじゅうは、しなず）は、大藪春彦が1995年に発表した長編ハードボイルド小説、伊達邦彦シリーズ最終作。

## 概要
シリーズ長編第6作。本作発表の翌年（1996年）に大藪が急逝したため、シリーズ最終作となった。

### 刊行履歴
- 1995年9月、光文社カッパノベルスより『野獣は、死なず』書き下ろし刊行。
- 1998年2月 光文社文庫より『野獣は、死なず 伊達邦彦全集(9)』刊行。

## あらすじ
核弾頭を強奪し、最終計画「野獣王国」建設を目指す邦彦だが、邦彦の所有する島で協力者のヤンが死体になる。メモ用紙に書かれたダイイング・メッセージ。《曜天変目》の中にあった球状の物質は一体何なのか。
邦彦は急遽オーストラリアのローゼン博士のもとへ飛ぶ。そこで分ったのは、「アルファ」と呼ばれるその物質は常温核融合を起こすものであり、おそらく地球外から飛来したものであるということであった。口封じのために教授を殺害する邦彦、しかしそこに襲撃者が現れる。彼らの背後にちらつくイスラエル諜報特務庁（モサド）の影。彼らもまた「アルファ」を狙っていた。そして邦彦とモサドとの壮絶な戦闘が開始された。

## 登場人物
伊達邦彦
少ない描写から推察するに40代後半に差し掛かっているのではないかと思われる。しかし、タフな野獣性は健在であった。
栗城大和
モサドの戦闘員。わずか13歳でかの三億円強奪事件に参加。伊達殺害は任務としてではなく自分の存在を賭けたものとして認識している。
ドクター・ソクラテス
大和の育て親。今回のアルファ強奪計画の指導者。
島野理絵
テレパシー、予知能力を持つ少女。邦彦に処女を奪われる。